# 阿都拉迪夫·罗姆利
拿督阿都拉迪夫·本·罗姆利 PMW KMN（1997年3月31日—）是马来西亚残奥会田径运动员。里约残奥会期间，他曾于9月11日三度刷新男子跳远T20级世界纪录，后又获得东京残奥会男子跳远T20级金牌。他是马来西亚最杰出的残奥运动员之一，与羽毛球运动员谢儮好和举重运动员波尼·古斯丁齐名。

## 田径生涯
2015年，阿都拉迪夫以7.43米的成绩刷新世界纪录，卫冕2015年东盟残疾人运动会男子跳远T20级（智力障碍）冠军。次年里约残奥会，阿都拉迪夫一日三破世界纪录，获得马国第三枚残奥金牌。此外，他还被选为马来西亚代表团入场旗手。
2021年，阿都拉迪夫于当届残奥会以7.45米的成绩蝉联男子跳远T20级冠军，成为首位在残奥会上卫冕成功的马来西亚选手。2024年世锦赛，阿都拉迪夫跳出7米，获得巴黎残奥会参赛资格。9月，阿都拉迪夫在法蘭西體育場举办的男子跳远T20级比赛名落第二，他在最后一轮比赛中一直保持领先，跳出了7.45米（赛季最佳）的成绩，但最终不敌俄罗斯中立运动员马特维·亚库舍夫，后者以7.51米的成绩夺冠。

## 荣誉

### 国内荣誉
- 马来西亚 :
  -  護國丞官勳章（英语：Order of the Defender of the Realm）（KMN；2017年）[11][12]
- 聯邦直轄區 :
  -  聯邦直轄區拿督勳章（PMW） – 拿督（2022年）[13]